# Limone crema
Limone crema è il colore anche conosciuto come lemonchiffon.
Tale colore è un mix fra il colore crema ed il colore limone, con una punta di arancione.